# Dave Odom
Dave Odom, (nacido el 9 de octubre de 1942 en Goldsboro, Carolina del Norte, Estados Unidos) es un exentrenador de baloncesto estadounidense que ejerció en la NCAA.

## Trayectoria
- Goldsboro HS (1965–1967), (ayudante)
- Goldsboro HS (1967–1969)
- Durham HS (1969–1976)
- Universidad de Wake Forest (1976–1979),  (ayudante)
- East Carolina (1979–1982)
- Universidad de Virginia (1982–1989),  (ayudante)
- Universidad de Wake Forest (1989–2001)
- Universidad de South Carolina (2001–2008)